# Temidio
Temidio, soms Temidio Spongati genaamd of in het Latijn Timedeus (  – Verona, 7 september 1277), was een franciscaan en bisschop van Verona (1275-1277).

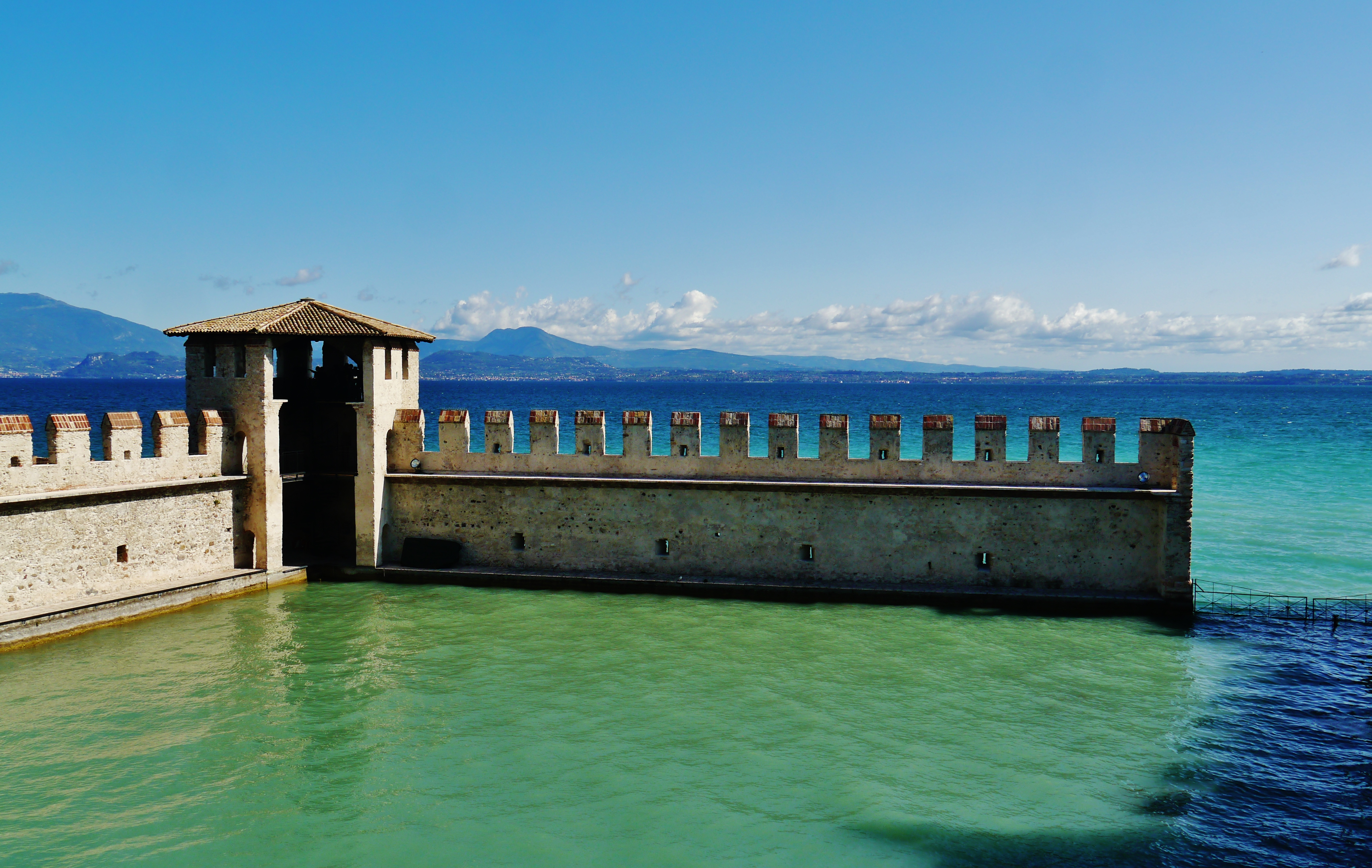
Sirmione aan het Gardameer

## Levensloop
In 1275 kreeg Temidio de bisschopsbenoeming doch hij nam bezit van de bisschopstroon in Verona in 1276. Hij was bisschop tijdens de regering van Mastino I della Scala, heer van Verona in de 13e eeuw. 
Van zijn kort bestuur is bekend gebleven dat Temidio deelnam aan de strafexpeditie geleid door Alberto I, broer van Mastino I, tegen de zogenaamde ketters in Sirmione (1276). Dit dorp op een schiereiland in het Gardameer was een recente aanwinst van Mastino I.